# Matrimonio igualitario en Angola
Angola no reconoce el matrimonio igualitario ni las uniones civiles. El Código de Familia de Angola reconoce las uniones de facto pero sólo para parejas del sexo opuesto y prohíbe el matrimonio entre personas del mismo sexo.

## Reconocimiento histórico de las relaciones entre personas del mismo sexo
Aunque en muchas culturas angoleñas modernas la poligamia ha sido una práctica histórica, no hay registros de matrimonios entre personas del mismo sexo, según lo entendemos desde una perspectiva occidental, dentro de esas culturas. No obstante, existen evidencias de identidades y comportamientos que podrían ser considerados dentro del espectro LGBT. Los primeros europeos que visitaron la actual Angola, incluidos antropólogos, etnólogos y sacerdotes, informaron de "ceremonias de matrimonio entre personas del mismo sexo" entre los pueblos Ovimbundu y Ambundu, los dos grupos étnicos más grandes de Angola, así como los pueblos más pequeños Ovambo y Herero, quienes en su mayoría vive en la vecina Namibia.La cultura Ambundu reconocía tradicionalmente a "poderosos adivinos y curanderos" conocidos como quimbanda, que tenían "fama de obtener [sus] poderes mediante el ritual de sodomía".Las quimbanda "se vestían, se sentaban y hablaban como mujeres, y los hombres se casaban como si fueran mujeres". Se sabe que la reina Nzinga de Ndongo y Matamba adquirió un harén de esposas, que eran biológicamente masculinas pero vestían como mujeres y asumían roles de género femenino. La sociedad Ovimbundu también reconocía a las personas que cumplían un rol de tercer género, conocido como chibanda, quienes "[eran] hombres vestidos como mujeres, y se comportaban como mujeres [...] y también casados con hombres". El etnólogo británico-estadounidense Wilfrid Dyson Hambly informó en 1937 que un informante ovimbundu había dicho que en la sociedad mbundu "hay hombres que quieren hombres y mujeres que quieren mujeres".
Estas costumbres desaparecieron con la modernización y la introducción del cristianismo y la cultura occidental en Angola a finales del siglo XIX y principios del XX. En 2007, un antropólogo local fue citado diciendo: "La sociedad angoleña aún no está preparada para aceptar a los homosexuales. La cultura local, influenciada por el cristianismo, exige la perpetuación y expansión de la familia. Por lo tanto, la homosexualidad se considera una afrenta a las leyes de la naturaleza."
Debido a la presión familiar, muchos hombres homosexuales "utilizan el matrimonio como una forma de evitar el estigma, pero una vez casados, continúan teniendo relaciones sexuales ocasionales con otros hombres".El Instituto Nacional de Lucha contra el SIDA (INLS) ha informado que este tabú tiene impactos en la lucha contra el VIH/SIDA en Angola, ya que los mensajes sobre el sexo seguro fueron "exclusivamente adaptados a los heterosexuales", dejando a los homosexuales "ni informados ni protegidos".
El 6 de mayo de 2005, una pareja del mismo sexo, Aleksander Gregório, de 21 años, y su pareja, conocido sólo como Bruno, de 23, celebraron una ceremonia nupcial en el Hotel Presidente de Luanda y firmaron una carta de compromiso en presencia de un notario jubilado. La ceremonia fue calificada de "desvergonzada" y "abominable" en las portadas de los periódicos nacionales.

### Situación jurídica
La Constitución de Angola no prohíbe explícitamente los matrimonios entre personas del mismo sexo. El artículo 35 trata de la familia, el matrimonio y la filiación, y establece reconocimientos y derechos asociados. Afirma que "hombres y mujeres son iguales dentro de la familia, la sociedad y el Estado, gozan de los mismos derechos y tienen los mismos deberes". Además, señala en particular que:     
- en portugués : A família é o núcleo fundamental da organização da sociedade e é objecto de especial protecção do Estado, quer se funde em casamento, quer em união de facto, entre homem e mulher.

(La familia es el núcleo básico de la organización social y será objeto de especial protección por parte del Estado, ya sea por razón del matrimonio o de la unión de hecho entre un hombre y una mujer)
Uniones de facto (en portugués: união de facto) están regulados por el Código de Familia y sólo pueden ser reconocidos si "se cumplen todos los requisitos legales para la celebración del matrimonio". El artículo 112 del Código define la unión de hecho como el "establecimiento voluntario de vida en común entre un hombre y una mujer". Por lo tanto, estas uniones sólo están disponibles para parejas del sexo opuesto. En 2020, se realizaron en Angola más uniones de hecho que matrimonios.El artículo 20 del Código de Familia define el matrimonio como "la unión voluntaria entre un hombre y una mujer".El Programa de las Naciones Unidas para el Desarrollo informó en 2021 que "este régimen de derecho de familia restringe significativamente los derechos fundamentales de las personas LGBTI y también impacta otras leyes, lo que resulta en la negación de los derechos derivados del matrimonio y la familia a las personas LGBTI (por ejemplo, el derecho a del cónyuge a no declarar ante un tribunal de justicia)." 
En 2013, los grupos religiosos se opusieron vehementemente a las discusiones sobre modificaciones al Código de Familia para reconocer las uniones entre personas del mismo sexo.

## Actuación religiosa
La Iglesia Católica se opone al matrimonio entre personas del mismo sexo y no permite que sus sacerdotes oficien dichos matrimonios. En diciembre de 2023, la Santa Sede publicó Fiducia supplicans, una declaración que permite a los sacerdotes católicos bendecir a las parejas que no se consideran casadas según las enseñanzas de la Iglesia, incluida la bendición de las parejas del mismo sexo. Sin embargo, la Conferencia Episcopal de Angola y Santo Tomé expresó "perplejidad" ante la declaración, y emitió un comunicado que "en cuanto a las bendiciones informales para las 'parejas irregulares' (homosexuales), si bien es un sacramento diferente a la bendición litúrgica, consideramos que, en nuestro contexto cultural y eclesial, crearía un enorme escándalo y confusión entre los fieles, por lo que hemos determinado que no se lleve a cabo en Angola y Santo Tomé".